# Recenzja
Recenzja (z łacińskiego  recensio oznaczającego spis ludności, przegląd, w języku polskim za pośrednictwem niemieckiego Rezension) – analiza i ocena dzieła artystycznego, publikacji naukowej, projektu, przewodnika, poradnika, wystawy, przedstawienia teatralnego, publikacji multimedialnej, filmu, gry komputerowej itp. Pełni funkcję informacyjną, wartościującą i postulatywną, nakłaniającą lub zniechęcającą.
Recenzja odnosi się do aktualnych zjawisk artystycznych i naukowych. Jest gatunkiem o schematycznej strukturze: zawiera elementy informacyjne, analityczno-krytyczne i oceniające. Kompozycja recenzji jest dostosowana do wymogów tematycznych dzieła, określonego odbiorcy, specyfiki medium, w którym recenzja jest publikowana. Krytyczne lub pozytywne omówienie utworu artystycznego lub naukowego, którego celem jest poddanie ocenie wartości tego dzieła w oparciu o powszechnie przyjęte kryteria lub w sposób czysto subiektywny.
Występują tzw. recenzje zbiorcze, gdzie jeden recenzent w konkretnym tekście omawia kilka wydanych w tym samym czasie książek różnych autorów. Omówienie kilku dzieł danego autora to szkic czy esej (a nie recenzja).

## Cele recenzji
Recenzja jako gatunek realizuje następujące cele:
- informowanie o nowych dziełach i prezentowanie ich,
- ocenianie,
- kształtowanie gustu odbiorców,
- refleksja krytyczna (badanie struktury dzieła, odnoszenie dzieła do prądów i procesów artystycznych, do filozofii, do wcześniejszego dorobku autora, do innych zjawisk – w tym społecznych i politycznych).

### Typologia recenzji
Opisu zróżnicowania odmian gatunkowych recenzji można dokonać z punktu widzenia różnych kryteriów, na różnych płaszczyznach. Tradycyjnie ze względu na zróżnicowanie funkcjonalne odróżnia się: a) recenzję informacyjną – z dominacją funkcji informatywnej, 
b) recenzję oceniającą – z dominacją wartościowania. Do podgatunków można zaliczyć: recenzje wydawnicze, nauczycielskie recenzje wypracowań uczniowskich, recenzje prac naukowych, projektów badawczych.
- Recenzja studium naukowe (popularnonaukowe) – wykorzystuje metodologię badań naukowych i styl naukowy.
- Recenzja felieton – traktuje omówienie tekstu jako punkt wyjścia do skrajnie subiektywnej oceny dzieła i uwag o aktualnych zjawiskach podejmowanych przez utwór lub z nim związanych, posługuje się stylem potocznym.
- Recenzja esej – analiza i interpretacja tekstu staje się kontekstem szerszej problematyki humanistycznej.
- Recenzja reportaż – ocena dzieła przebiega w niej jako proces przedstawiany równocześnie z zapisem obserwacji, którą prowadzi recenzent, uczestnicząc w recenzowanym wydarzeniu artystycznym.
- Recenzja rozmowa – wypowiadają się co najmniej dwaj równorzędni partnerzy – recenzenci, a wymiana poglądów prowadzi zwykle do zderzenia dwóch punktów widzenia danego dzieła.

Ze względu na rodzaj omawianego dzieła:
- Recenzja artystyczna – oceniająca dzieło artystyczne (literackie, filmowe, dzieło sztuki, muzyczne) zgodnie lub niezgodnie z aktualnie przyjętymi kryteriami wartości artystycznych i poznawczych. Recenzja artystyczna przyjmuje najróżniejsze formy – od krótkiej notatki prasowej po rozbudowany, wielostronicowy esej. Recenzje artystyczne piszą najczęściej zawodowi recenzenci, choć zdarza się, że swoje dzieła recenzują nawzajem sami artyści. Recenzja artystyczna może być pisana zarówno z bardzo subiektywnego punktu widzenia, jak i w oparciu o ścisłe „akademickie” kryteria. Recenzja artystyczna ma często znaczny wpływ na osiągnięcie dużej popularności przez dzieło, choć zdarza się, że dzieła uzyskują popularność wbrew negatywnym recenzjom. Recenzje artystyczne są niemal zawsze pisane po upublicznieniu (przez wystawienie lub druk) dzieła.
- Recenzja naukowa – pisemna ocena utworu naukowego (dysertacji, książki, publikacji w czasopiśmie naukowym), której celem jest ocena naukowej zawartości tego utworu. W odróżnieniu od recenzji artystycznej, recenzja naukowa jest zwykle pisana przed opublikowaniem dzieła i często decyduje o tym, czy dany utwór zostanie przyjęty do rozpowszechniania. W szczególności, recenzja naukowa jest podstawowym narzędziem w czasopismach naukowych, gdzie stanowi kluczowy element systemu akceptowania i wyboru publikacji do druku. System ten jest nazywany w krajach anglosaskich peer review.

## Kompozycja recenzji
Struktura recenzji jest dość schematyczna: występują w niej elementy informacyjne, analityczno-krytyczne i oceniające. Fragmenty tekstu o funkcji informacyjnej pojawiają się często na początku recenzji – jako zapowiedź tematu – i zwykle kończą cały tekst. W tej części recenzent korzysta przede wszystkim z nazw własnych. Większość danych występuje również w tekście, ale tam uzupełniona jest bardziej szczegółowymi informacjami, np. fragmentami biografii autora. Istotnym elementem informacji jest również opis zawartości utworu, jego streszczenie. Ważną informacją jest wiedza o historii powstania dzieła, wcześniejszych dokonaniach twórców, czyli tym wszystkim, co możemy określić jako kontekst dzieła.Konstrukcja recenzji reprezentuje typ kompozycji zamkniętej, która charakteryzuje się ścisłym powiązaniem elementów składowych tekstu, co ma za zadanie ułatwić odbiorcy odczytanie jednoznacznego przekazu – zachęty do kontaktu z utworem lub odradzania go. Recenzja ma wyraźny początek (zazwyczaj wprowadzający informację o utworze lub kontekście jego powstania) oraz koniec (podsumowanie, konkluzję, puentę czy maksymę).

### Spójność
Ścisłe powiązanie elementów tekstu ma za zadanie ułatwić odbiorcy podążanie za tokiem myślenia nadawcy. Typ spójności przeważający w danym tekście jest efektem zaadresowania go do konkretnego typu odbiorców. Ważną rolę odgrywa tytuł wraz z nad– i podtytułem, który wprowadza temat wypowiedzi, a często też uogólnia, streszcza główną tezę. Odbiór recenzji ułatwiają też wyróżnione graficznie cytaty z tekstu.

### Charakterystyka nadawcy i odbiorcy
Recenzja zaliczana jest do gatunków metatekstowych – poprzedza ją wypowiedź innego nadawcy, która staje się przedmiotem opisu i krytycznej refleksji. Obydwa akty komunikacji oddziela dystans czasowy. Efektem jest tekst, który ma dwóch autorów(autor- twórca komunikatu, recenzent – krytyczna refleksja nad komunikatem). 
Nadawca recenzji, czyli recenzent, to z założenia osoba kompetentna, która wciela się w rolę przewodnika, polemisty – stanowiącego ogniwo pośrednie między recenzowanym dziełem i jego twórcą a odbiorcami. Osoba nadawcy, jej wiedza, doświadczenie, zmysł estetyczny są punktem odniesienia dla obrazu opisywanej rzeczywistości. Recenzent na ogół podpisuje tekst własnym nazwiskiem(lub dającymi się rozszyfrować inicjałami, rzadziej pseudonimem) i wypowiada się w swoim imieniu. Podstawą wygłaszanych przez niego sądów jest fachowość, która wynika ze znajomości specjalistycznej terminologii, a umiejętność posługiwania się nią jest ważnym narzędziem opisu. Autor recenzji jest zawsze indywidualny i wyraża własne opinie, choć język jego wypowiedzi może niekiedy nosić znamiona obiektywizmu, np.
- Użycie 1. osoby liczby mnogiej, włączających samego recenzenta do grona czytelników (Opowieść o życiu w więzieniu, w którym zasady postępowania, kodeks etyczny i codzienne relacje między skazanymi okazują się – choć są brutalne – przejrzystsze i uczciwsze niż te, którymi posługujemy się w życiu na wolności[1])
- Bezpośredni zwrot do odbiorców, angażujący ich aktywność (Wiadomość dla wielbicieli talentu Jacka Nicholsona: jeśli myślicie, że udział ulubionego aktora oznacza, że to film wysokiej klasy, uważajcie![2].)
- Konstrukcje bezosobowe, wprowadzające pozorna tylko obiektywizacje sądów (Czy zatem nie powinno się tłumaczyć najnowszego dzieła Umberto Eco? To postulat nazbyt radykalny. Umysłu takiego formatu nie można lekceważyć[3]).

Celem recenzenta jest zachęcenie lub zniechęcenie do kontaktu z dziełem. Jednym ze środków do tego celu prowadzących jest dostosowanie przekazu do oczekiwań odbiorców i charakteru medium, np.
- Adresowanie tekstu do zorientowanych w tym przedmiocie i nim zainteresowanych czytelników z wykorzystaniem słownictwa specjalistycznego

W dialogu nadawcy recenzji z jej odbiorcą najważniejsze okazuje się wyrażanie opinii i ocen, co służy kształtowaniu gustów. Wartościowanie różnych elementów dzieła może się dokonać z wykorzystaniem systemu ocen estetycznych( piękno – brzydota), emocjonalnych(uczucia pozytywne i negatywne) oraz intelektualnych 
i poznawczych. Najczęściej są to oceny, np.
- wyrażone wprost za pomocą leksemów wartościujących („Dwóch gniewnych ludzi” wyprodukował balansujący na pograniczu szmiry komik Adam Sandler...[2]).
- wyrażone nie wprost – ironia („Wielbicielka” proponuje coś większego niż „Fatalne zauroczenie”: psychopatyczna kochanka ginie w basenie, a nie w wannie[4]).
- Konstrukcje składniowe typu: „coś byłoby jakieś, gdyby (nie)” (Historia ta mogłaby być pretekstem do błyskotliwej i zaskakującej komedii. Mogłaby być, gdyby Allen był w dobrej formie[5]).
- Wyrażenia nacechowane ekspresywnie (Pomysł nie byłby bez szans, gdyby tylko zbyt szybko nie utonął w powodzi schematycznych dowcipasów[2]).

W celu podkreślenia zasadności sądu, recenzent powołuje się nieraz na opinię autorytetu, a przyjmując jego punkt widzenia stara się obiektywizować swoją ocenę.